# سفارة كندا في أفغانستان
سفارة كندا في أفغانستان هي أرفع تمثيل دبلوماسي لدولة كندا لدى أفغانستان. تقع السفارة في كابل وهي تهدف لتعزيز المصالح الكندية في أفغانستان.

## وصلات خارجية
- الموقع الرسمي
- قائمة سفارات كندا
- قائمة السفارات في أفغانستان